# 科威特競技俱樂部
科威特競技俱樂部（英語：Kuwait Sporting Club）是一支科威特职业足球俱乐部，一般稱為科威特SC。他们 10 次夺得科威特超級足球聯賽的冠军，最近一次夺冠是在2008年。阿爾科威特在历史上各项赛事中总共获得了 23 个冠军。阿爾科威特的主场是科威特省的阿爾科威特體育俱樂部體育場，这个球场也是科威特第五大球场。
2009年10月23日，亞協盃四強次回合賽事中，南華足球隊縱有逾 37,000 名球迷在香港大球場傾力打氣下，仍被阿爾科威特完場前攻入一球，兩回合計輸1–3。南華與阿爾科威特締造香港足球一項歷史，令香港大球場於1994年重建後，首次在正式賽事中全場爆滿，高掛紅旗。

## 球隊榮譽
- 科威特超級足球聯賽：20
  - 1964–65, 1967–68, 1971–72, 1973–74, 1976–77, 1978–79, 2000–01, 2005–06, 2006–07, 2007–08, 2012–13, 2014–15, 2016–17, 2017–18, 2018–19, 2019–20, 2021–22, 2022–23, 2023–24, 2024–25
- 科威特國王盃：16
  - 1976, 1977, 1978, 1980, 1985, 1987, 1988, 2002, 2009, 2013–14, 2015–16, 2016–17, 2017–18, 2018–19, 2020–21, 2022–23
- 科威特王儲盃：9
  - 1994, 2003, 2008, 2010, 2011, 2016–17, 2018–19, 2019–20, 2020–21
- 科威特聯合會盃：5
  - 1977–78, 1991–92, 2009–10, 2011–12, 2014–15
- 科威特超級盃：4
  - 2010, 2015, 2016, 2017
- 阿爾庫拉非盃：1
  - 2005
- 亞洲足協盃：3
  - 2009, 2012, 2013

## 著名球員
- 蘇馬利亞 (沙賓奴) (2003年)
- 馬根加 (安德烈·馬根加) (2005年–)
- 沙賀華高 (Vjatšeslav Zahovaiko) (2007年)
- 梅列圖 (梅利尼沙) (2007年–2008年)
- 查斯利 (Ziad Jaziri) (2007年–2008年)
- 羅渣連奴 (Rogerinho) (2008年–)
- 卡列卡 (Careca) (2009年–)

## 著名教練
- 邦賀夫 (莱纳·邦霍夫) (2001年–2002年)
- 扬·皮瓦尔尼克 (2002年–2003年)
- (2009年)